# Saved (밥 딜런의 음반)
《Saved》는 미국의 싱어송라이터 밥 딜런이 1980년 6월 23일에 발매한 스물 번째 스튜디오 음반으로, 컬럼비아 레코드가 발매했다. 《Saved》는 딜런이 복음주의 기독교로 개종한 데 이어 두 번째 음반이다. 그것은 이전의 《Slow Train Coming》에 대해 탐구한 주제들로 확장되었고, 복음 편곡과 가사는 강한 개인적 믿음의 중요성을 극찬했다.

## 커버 아트
《Saved》 커버는 원래 예수 그리스도의 손이 신도들의 손을 만지기 위해 손을 아래로 뻗은 토니 라이트의 그림이 그려져 있다. 하지만, 이 커버는 이후 오리지널 커버의 노골적인 종교성을 과소평가하기 위해 그 기간 동안 공연하는 딜런의 무대로 대체되었다. 그 이후 일부 재공개에서 다시 바뀌었다. 진눈깨비 안에는 다음과 같이 씌어 있다. "'날들이 오니, 내가 이스라엘 집과 유다의 집과 새 언약을 맺겠다고 여호와께 말한다'(예레미야 31:31)."

## 발매 및 평가
| 전문가 평가                   | 전문가 평가 |
| 평가 점수                     | 평가 점수   |
| 출처                          | 점수        |
| ----------------------------- | ----------- |
| AllMusic                      | [ 2 ]       |
| Christgau's Record Guide      | C+          |
| Entertainment Weekly          | C–          |
| Rolling Stone                 | [ 5 ]       |
| CCM Magazine                  | [ 1 ]       |
| The Rolling Stone Album Guide | [ 6 ]       |
| Tom Hull                      | B–          |

이 음반은 영국 차트에서 3위를 기록했고, 미국 차트에서 24위를 기록했으며 골드는 되지 않았다. 《CCM 매거진》은 이 음반을 "딜런의 신앙심 깊어지는 공개 선언"이라고 설명했다. 이 음반에 대한 비판적인 반응은 엇갈렸다. 로버트 크리스트가우는 이 음반에 "C+"를 수여했는데, 이 음반은 크리스트가우가 "실패한 실험이나 유쾌한 해킹 작품일 가능성이 크다"고 묘사하고 있다. 《롤링 스톤》을 위해 글을 쓴 커트 로더는 딜런의 후원 밴드를 칭찬했지만, "사랑스럽고 야유적인 편곡"을 했다는 이유로 〈In the Garden〉을 외쳤지만, 지나치게 종교적인 메시지로 인해 여러 곡이 방해받고 있다고 느꼈다. 로더는 딜런이 복음 음반에 참여한 노력이 남들만큼 주목할 만한 것이 아니라 "성악기구가 부족해서가 아니라 너무 창의적이고 장르에 비해 너무 크기 때문"이라고 말하면서도 《Saved》를 복음 작품으로 요약해 "일부 구별"했다.

## 곡 목록
모든 곡들은 특별한 언급이 없는 한 밥 딜런에 의해 작사/작곡하였다.
| #  | 제목                       | 작사·작곡            | 재생 시간 |
| -- | -------------------------- | -------------------- | --------- |
| 1. | 〈A Satisfied Mind〉       | 레드 헤이스, 잭 로즈 | 1:57      |
| 2. | 〈Saved〉                  | 팀 드러먼드, 딜런    | 4:00      |
| 3. | 〈Covenant Woman〉         |                      | 6:02      |
| 4. | 〈What Can I Do for You?〉 |                      | 5:54      |
| 5. | 〈Solid Rock〉             |                      | 3:55      |

| #  | 제목              | 재생 시간 |
| -- | ----------------- | --------- |
| 1. | 〈Pressing On〉   | 5:11      |
| 2. | 〈In the Garden〉 | 5:58      |
| 3. | 〈Saving Grace〉  | 5:01      |
| 4. | 〈Are You Ready〉 | 4:41      |